# Pseudencyrtus eupelmoides
Pseudencyrtus eupelmoides är en stekelart som först beskrevs av Julius Theodor Christian Ratzeburg 1848.  Pseudencyrtus eupelmoides ingår i släktet Pseudencyrtus och familjen sköldlussteklar. Inga underarter finns listade i Catalogue of Life.